# 대전교통방송
대전교통방송은 TBN 교통방송 계열의 방송국 중의 하나이며, 1999년 7월 14일 개국하였다. 대전광역시, 세종특별자치시, 충청남도, 충청북도 주민들의 안전하고 편리한 선진 도로교통환경 문화를 조성하고자 설립되었다. 방송국은 대전광역시 서구 내동에 있다.

## 정규방송 시간
- 라디오: 하루 24시간

## 소재지
- 우35280 대전광역시 서구 신갈마로 17(내동 152-7)

## 연혁
- 1995년 7월 14일 : 공보처 (현 문화체육관광부)에서 "선진방송 5개년 계획(안)" 발표
- 1997년 11월 1일 : 공보처에서 방송국 허가 추천
- 1999년 5월 11일 : 정보통신부 (현 과학기술정보통신부)에서 대전교통방송 방송국 허가
- 1999년 6월 24일 : 대전교통방송 무선국 (방송국) 준공
- 1999년 7월 14일 : 대전교통방송 개국
- 2000년 12월 : 충주중계소, 서산중계소 개소
- 2012년 2월 : 공주중계소 방송보조국 허가
- 2019년 7월 14일 : TBN 대전교통방송 개국 20주년
- 2020년 11월 24일 : 충주중계소 운영권을 충북교통방송으로 양도
- 2023년 8월 : 대전 0시축제 특집방송 개시 (매년 9일간 진행)
- 2024년 7월 31일 : 한국도로교통공단 TBN 대전교통방송으로 명칭 변경
- 2025년 7월 8일 : 서산 원효봉중계소 운영권의 충남교통방송 양도 시작. (내포신도시 부지)

## 방송 시간
- 일일방송 : 교통방송 24시간
- 방송 가청권역 : 대전광역시 전지역, (동구, 중구, 서구, 유성구, 대덕구), 세종특별자치시, 충청남도 계룡시·논산시, 충청북도 옥천군 ,영동군일원, 충청남도 천안시 전지역 (동남구, 서북구), 충청남도 공주시·아산시, 충청남도 금산군 일부지역 FM 102.9㎒

## 방송 송출 시설망
| 송신소        | 주파수     | 출력 | 호출부호 | 송신소 위치                         | 방송구역              |
| ------------- | ---------- | ---- | -------- | ----------------------------------- | --------------------- |
| 식장산 송신소 | FM 102.9㎒ | 3㎾  | HLDT-FM  | 대전 동구 낭월동 300 (TJB 대전방송) | 대전·세종·충청 전지역 |
| 공주 중계소   | FM 102.9㎒ | 30W  | HLDT-FM  | 충남 공주시 옥룡동 22-18            | 대전·세종·충청 전지역 |

## 진행자 MC
- 이영주
- 안미소
- 김동혁
- 권순원
- 윤희영
- 장은영
- 김윤경
- 차진환

## 대전교통방송 편성표
- 07:00 (평일) 출발! 대전대행진
- 09:00 (평일) 스튜디오 1029
- 12:00 (주말) 주말엔 놀자!
- 14:00 (주말) 트로트 하이웨이
- 14:05 (평일) TBN 차차차 (대전)
- 16:00 (주말) 우당탕탕, 달리는 오락실
- 16:05 (평일) TBN 충청매거진
- 18:05 (평일) 달리는 라디오 (대전)

## 로고송
- 우리는 언제나 TBN 교통방송

## 옛 로고송
- 함께하는 좋은친구 라디오는 TBN 대전교통방송
- 즐거운 운전 행복한 시간 TBN과 함께 대전교통방송
- 당신곁엔 언제나 TBN 대전교통방송
- 행복한 방송 즐거운 라디오 TBN 대전교통방송
- 열린방송 빠른정보 하나되는 방송 TBN TBN TBN 대전교통방송 열린방송 빠른정보 하나되는 방송 TBN TBN TBN 대전교통방송
- 급출발NO 사고는 NO 함께해요TBN 대전교통방송
- 하루의 시작과 끝엔 언제나 TBN 대전교통방송 (방송시작 06:00 시보 송출)
- 새로운 탄생 생활의 길잡이 TBN 대전교통방송~
- 운전할 땐 언제나 TBN 대전교통방송

## 같이 보기
- TBN 교통방송